# 渋川尭顕
渋川 堯顕（しぶかわ たかあき）は、戦国時代の武将。九州探題であったとされる。

## 概要
九州探題であった渋川義長の弟とも従兄弟とも甥ともいわれるが、系図上での正確な位置は解っていない。
「顕」は渋川氏の祖（初代当主）・渋川義顕に肖ってその一字を取ったものであろうが、｢尭｣（旧字体：堯）については由来が不明である。渋川氏で「堯」の字を用いている渋川義堯（渋川義鏡の養子）の偏諱を受けたと考えられるが確証はないし、また、義長の弟とする説を採れば、渋川義陸とも兄弟であり、3兄弟の中で堯顕だけが足利将軍家から「義」の字を受けていないことになる。
そもそも「渋川堯顕」という名は、郷土史に現れるのみであり、天文3年（1534年）、義長が戦死すると九州探題を称して挙兵し、同年中に筑前国姪浜の興雲山で大内氏に敗れ戦死したと伝わる。実在の人物か不明であるが、現在福岡県福岡市西区姪浜地区にある「探題塚」は堯顕を祀るものとして貝原益軒の『筑前国続風土記』に記されている。
なお、『大舘常興日記』天文10年（1541年）11月7日条には「九州たんたい渋川殿、今の名乗貞基」とあり、渋川貞基という人物が跡を継ぎ、義の字を賜り左兵衛督に任官されたと考えられるが系譜は不明。諸寺出世事（九州五山寺院の住寺職への補任権の安堵）もなされているため、この時点でも九州において最も権威がある武士は九州探題の渋川氏であった。